# ベン・レイフェル
ベンジャミン・レイフェル（ライフェル、英語: Benjamin Reifel [ˈraifəl], 1906年9月19日 - 1990年1月2日）は、アメリカ合衆国の政治家。愛称のベン・レイフェルとしても知られる。所属政党は共和党。 アメリカ合衆国下院議員（5期）。
ラコタ族とドイツ系アメリカ人のミックスで、ラコタ系としては初の連邦議会議員である。また、1960年代においては連邦議会唯一のアメリカ先住民系議員であった。ハーバード大学で博士号を初めて取得したアメリカ先住民系の人物でもある。

## 経歴・人物
1906年9月19日にレイフェルはサウスダコタ州トッド郡パーマリー近郊のローズバッドインディアン居留地に生まれた。ドイツ系アメリカ人の父親ウィリアム・レイフェルと純血のラコタ族の母親ルーシー・バーニング・ブリーストの間に生まれたため、厳密にはミックスであるが、スー族として登録されている。インディアンとしての名前は「Wiyaka Wanjila (Lone Feather)」であった。インディアン居留地内の学校に進学し、2年遅れの16歳で中間学校を卒業。この時にはラコタ語と英語のバイリンガルだった。両親からは高校の入学を反対されていたため、3年間両親の農場で働いたのち、家を出て高校へ入学することを決意。実家から250マイルも離れたブルッキングズの農業高校に入学した。その後、サウスダコタ州立大学農学部に進学。在学中は学生協会の会長に選出されるなど、学生問題に積極的に関わっていた。1932年に化学と酪農学の学位を取得して卒業。翌年のボクシング・デーに大学時代の同級生アリス・ジャネット・ジョンソンと結婚。二人の間には娘が一人生まれている。1933年からインディアン事務局に入局し、オグラララコタの農業職員としてパインリッジインディアン居留地で働き始めた。
大学在学中の1931年に予備役としてアメリカ陸軍に入隊していたが、1941年に太平洋戦争が勃発すると、翌年に現役召集命令を受け、1946年7月まで軍務につくことになる。ヨーロッパ戦線でドイツやフランスでの戦闘に参加し、中佐にまで昇進した。退役後はインディアン事務局に復帰し、ノースダコタ州のフォート・バートホールドインディアン居留地に配属された。ジョン・ヘイ・ホイットニー財団の奨学金を利用してハーバード大学で行政学の修士号と博士号を取得。同大でアメリカ先住民が博士号を取得したのはレイフェルが初めてのことだった。大学卒業後、インディアン事務局に復帰し、1954年にパインリッジ・インディアン居留地の管理者となった。
1960年、レイフェルはインディアン事務局を退職し、サウスダコタ州第1選挙区から連邦下院議員に立候補し、民主党のレイ・フィッツジェラルドに2万2,000票以上の差をつけて当選した。これは、サウスダコタ州初のアメリカ先住民系連邦議会議員であり、全米初のラコタ族系連邦議会議員だった。その後、5期連続当選を果たし引退。下院議員時代には、地球資源観測システムセンターのサウスダコタ州への誘致に尽力したほか、予算委員会として関わった高校新設事業はアメリカ先住民の高等教育へのアクセシビリティを高めた。
議員を引退した後、アメリカインディアン国立銀行の会長を務め、フォード大統領によってインディアン事務局長（Commissioner）に任命された。1977年、ブルッキングズにあるサウスダコタ美術館の理事に就任し、のちに理事長も務めている。レイフェルはアメリカ先住民の芸術の収集に力を入れ、自身が持つアメリカ先住民の芸術作品の大半を寄贈した。その中には先住民アートの第一人者オスカー・ハウの作品も含まれている。1990年、スーフォールズの病院でがんのために亡くなった。

## 栄典・受賞歴
- 優れたアメリカンインディアン賞（1956年）[13]
- Indian Achievement Award （1960年） [13]

- ボーイスカウトアメリカ連盟が与えた功労賞
  - シルバー・アンテロープ章（英語版）（1960年）[13]
  - シルバー・バッファロー章
  - シルバー・ビーバー章（英語版）
- 内務省功労賞（1961年）[13]
- サウスダコタ州立大学名誉博士号（人文科学）（1971年）[8]
- サウスダコタ大学名誉法学博士号（1971年）[13]

## エポニム
- ベン・レイフェルビジターセンター：バッドランズ国立公園に設置されたビジターセンター。サウスダコタ州政府は1990年にコロンブス・デーを廃止して「先住民の日」を設けるなど、アメリカ先住民寄りの政策を行った(いわゆる「和解の年(Year of Reconciliation)」)。この政策の一環として、ダコタ族の血を引くレイフェルに因んだ名前がつけられた[4]。
- ベン・レイフェルホール：サウスダコタ州立大学の学生寮。約250人が住んでいる[8]。
- ベン・レイフェル中学校：サウスダコタ州スーフォールズの中等教育機関。2022年に開校予定[9][15]
- ベン・レイフェル郵便局：サウスダコタ州ローズバッドにあるアメリカ郵政公社のビル。2020年12月に改名[16][17]。